# Аустрија на Светском првенству у атлетици у дворани 2018.
Аустрија је учествовала на 17. Светском првенству у атлетици у дворани 2018. одржаном у Бирмингему од 1. до 4. марта седамнаести пут, односно учествовала је на свим првенствима до данас. Репрезентацију Аустрије представљала су 4 такмичара (1 мушкарац и 3 жене) који су се такмичили у 3 дисциплине (1 мушка и 2 женске).,
На овом првенству представници Аустрије су освојили једну сребрну медаљу. Овим успехом Аустрија је делила 18 место у укупном пласману освајача медаља.
У табели успешности према броју и пласману такмичара који су учествовали у финалним такмичењима (првих 8 такмичара) Аустрија је са 2 учесника у финалу делила 26. место са 8 бодова.
| Пл.  | Земља    | 1. место | 2. место | 3. место | 4. место | 5. место | 6. место | 7. место | 8. место | Бр. фин. | Бод. |
| ---- | -------- | -------- | -------- | -------- | -------- | -------- | -------- | -------- | -------- | -------- | ---- |
| =26. | Аустрија | 0        | 1        | 0        | 0        | 0        | 0        | 0        | 1        | 2        | 8    |

## Учесници
| Мушкарци: - Доминик Дистелбергер — Седмобој | Жене: - Стефани Бендрат — 60 м препоне - Беате Шрот — 60 м препоне - Ивона Дадић — Петобој |  |

## Освајачи медаља (1)

### сребро (1)
- Ивона Дадић — Петобој

## Резултати

### Мушкарци

#### Седмобој
| Дисциплина   | Доминик Дистелбергер | Доминик Дистелбергер | Доминик Дистелбергер | Доминик Дистелбергер | Доминик Дистелбергер | Доминик Дистелбергер |
| Дисциплина   | Лич. рек.            | Рез.                 | Бод.                 | Плас.                | Укупно               | Плас.                |
| ------------ | -------------------- | -------------------- | -------------------- | -------------------- | -------------------- | -------------------- |
| 60 м         | 6,83                 | 6,93                 | 907                  | 4.                   | 907                  | 4.                   |
| Скок удаљ    | 7,52                 | 7,35                 | 898                  | 6.                   | 1.805                | 5.                   |
| Бацање кугле | 13,70                | 13,04                | 670                  | 12.                  | 2.475                | 7.                   |
| Скок увис    | 2,02                 | 1,93                 | 740                  | 9.                   | 3.215                | 9.                   |
| 60 м препоне | 7,80                 | 7,98                 | 987                  | 5.                   | 4.202                | 6.                   |
| Скок мотком  | 5,10                 | 4,80                 | 849                  | 8.                   | 5.051                | 7.                   |
| 1.000 м      | 2:40,42              | 2:41,49 ЛРС          | 857                  | 5.                   | 5.908                | 8.                   |
| Укупно       | 6.063                |                      |                      |                      | 5.908                | 8 / 9 (12)           |

### Жене
| Атлетичарка     | Дисциплина   | Лични рекорд | Квалификација | Квалификација | Полуфинале            | Полуфинале            | Финале                | Финале       | Детаљи |
| Атлетичарка     | Дисциплина   | Лични рекорд | Резултат      | Место         | Резултат              | Место                 | Резултат              | Место        | Детаљи |
| --------------- | ------------ | ------------ | ------------- | ------------- | --------------------- | --------------------- | --------------------- | ------------ | ------ |
| Стефани Бендрат | 60 м препоне | 8,03         | 8,06 КВ       | 1. у гр. 1    | 8,10                  | 5. у гр. 3            | Није се квалификовала | 15 / 36 (37) |        |
| Беате Шрот      | 60 м препоне | 7,96         | 8,27 (.265)   | 5. у гр. 2    | Није се квалификовала | Није се квалификовала | Није се квалификовала | 27 / 36 (37) |        |

#### Петобој
| Дисциплина   | Ивона Дадић | Ивона Дадић | Ивона Дадић | Ивона Дадић | Ивона Дадић | Ивона Дадић |
| Дисциплина   | Лич. рек.   | Резултат    | Бод.        | Плас.       | Укупно      | Плас.       |
| ------------ | ----------- | ----------- | ----------- | ----------- | ----------- | ----------- |
| 60 м препоне | 8,39        | 8,32 ЛР     | 1.057       | 5.          | 1.057       | 5.          |
| Скок увис    | 1,87        | 1,82 ЛРС    | 1.003       | 6.          | 2.060       | 4.          |
| Бацање кугле | 14,25       | 14,27 ЛР    | 812         | 4.          | 2.872       | 3.          |
| Скок удаљ    | 6,41        | 6,40 ЛРС    | 975         | 2.          | 3.847       | 2.          |
| 800 м        | 2:13,15     | 2:17,82     | 853         | 3.          | 4.700       | 2.          |
| Петобој      | 4.767 НР    |             |             |             | 4.700 ЛРС   |             |